# الدوري الفنزويلي الممتاز 1981
الدوري الفنزويلي الممتاز 1981 هو الموسم 61 من الدوري الفنزويلي الممتاز. كان عدد الأندية المشاركة فيه 12، وفاز فيه ديبورتيفو تاشيرا.